# Spånsløjd
I spånsløjd fremstiller man ting af tykke høvlspåner, f.eks. spånkurve, måtter, grydeunderlag eller inventar til dukkehuset.
En almindelig høvl laver tynde høvlspåner, der let går i stykker, og som i øvrigt også kun er et biprodukt. For at lave de tykke høvlspåner til at flette med bruger man en speciel spånhøvl, en rubank hvor høvljernet ligger i en fladere vinkel og følgelig er slebet skarpere, og hvor kilen i spånhullet lader spånen komme op mellem kilen og høvlejernet. Langs den ene side (venstre side til højrehåndede) af høvlens sål er der anbragt en styreliste. Kun den midterste del af høvlen bruges ved spåntagning. De viste spånhøvle er hjemmelavede.
Selv om man bruger bløde træsorter til spånsløjd, gør det det lettere at høvle spånerne, at man lægger de brædder, der skal høvles til spåner, i blød i vand i en uges tid, så de kan blive gennemblødte, inden de skal forarbejdes. En firkantet murerbalje er god til formålet.
Spånerne bør holdes gennemblødte, mens flettearbejdet står på.
Spånsløjd er beslægtet med barksløjd, näverslöjd, hvor materialet er birkebark; men flere af de ting, man kan lave, er de samme.
Shakerbokse (eller shakeræsker) laves også med en tyk spån som central del. Se under: Shakermøbler.